# 117 هـ
117 هـ هي سنة في التقويم الهجري امتدت مقابلةً في التقويم الميلادي بين سنتي 735 و736.

## مواليد
- يعقوب بن اسحاق الحضرمي
- يعلى بن عبيد الطنافسي

## وفيات
- ابن أبي مليكة
- عائشة بنت سعد
- عبد الرحمن بن هرمز
- عبد الله بن أبي زكريا الخزاعي
- ميمون بن مهران
- الأعرج
- ذو الرمة
- سكينة بنت الحسين
- عبد الله بن أبي إسحاق
- نافع مولى ابن عمر